# 屈羽
屈羽（？—？），是春秋时期吳国的君主之一，為吳國第十二任君主，承襲父亲周繇擔任吳國君主。屈羽死后儿子夷吾继位。
| 前任： 吳周繇 | 春秋吳國君主 | 繼任： 吳夷吾 |